# Гуаи-Хаанас (национальный морской парк)
Национальная морская парковая резервация Гуаи-Хаанас (англ. Gwaii Haanas National Marine Conservation Area Reserve) — национальная морская парковая резервация Канады, расположенная на северо-западе канадской провинции Британская Колумбия около островов Королевы Шарлотты.
Хайда, населяющие острова, и давшие им название Гуаи-Хаанас, не разделяют водную и земную часть. Национальная парковая резервация была создана в 1988 году, а 2010 году был создан и морской национальный заповедник, с открытием которого будет создано единственное место на Земле, где охрана природы полностью охватывает экосистему региона «от горных вершин до морских глубин».

## Физико-географические характеристики
Морской парк занимает десятикилометровую зону вокруг национального парка и исторического места Хайда, что включает в себя приблизительно 3,400 км² водной поверхности вокруг островов Королевы Шарлотты и пролива Гека.
Прибрежный мир Гуайи-Хаанас богат и разнообразен. Воды пролива Хекате скрывают контуры равнин тундрового типа с извилистыми реками, озёрами и террасами, затопленных во время повышения уровня моря после окончания последнего ледникового периода. С западной стороны шельф резко обрывается на глубину около 2500 метров. Экологический регион расположен на стыке океанских глубин, островного шельфа и континентальных масс, что является причиной сильного биологического разнообразия.
Западнее островов в океане расположен подводный вулкан Боуи-Симаунт, который также рассматривается охраняемым объектом Канады, но находится под управлением министерства рыболовства и океанов Канады. Вулкан расположен в 180 км к западу от островов и поднимается с глубины 3100 метров до глубины 25 метров.

## Создание парка
Долгое время морская часть исторического места Хайда охранялось совместно с национальным парком. В 2002 году правительством Канады был подписан Акт о национальных морских парках, а в 2008 году в рамках работ по созданию парка был сформирован попечительский совет. Попечительский совет занимался работами в рамках акта о национальных морских парках: осуществлл зонирование планируемой территории парка, готовил план управления парком, изучал общественное мнение по вопросу создания морского парка. 17 июня 2010 года Гуаи-Хаанас стал четвёртым национальным морским парком Канады.

## Фауна
На территории национального парка обитает 11 видов млекопитающих: барибал, лесная куница, канадская выдра, бурозубка горная, малая бурая ночница, белоногие хомячки и др. Окружающие воды населяют 23 вида млекопитающих: киты, дельфины, сивучи и др. Орнитофауна парка включает 12 видов птиц.